# 滇桂小蜡
滇桂小蜡（学名：Ligustrum sinense var. concavum）是木犀科女贞属小蜡的变种。分布于中国大陆的云南、广西等地，生长于海拔500米至1,200米的地区，见于山坡、溪边林下、山谷或林缘，目前尚未由人工引种栽培。